# Henrik från Kalkar
Henrik från Kalkar, född 1328, död 12 december 1408, var en tysk mystiker, tillhörande kartusianorden.
Henrik var prior i Strassburg och Köln, visitator för ordens Rhenprovins. Henrik har bland annat antagits vara författare till den i regel Thomas a Kempis tillskrivna traktaten Om Kristi efterföljelse.